# Abdoulaye Kanou
Abdoulaye Kanou, né le 7 octobre 2000 à Bamako au Mali, est un footballeur malien, Il joue au poste d'avant centre à Difaâ El Jadida.

## Biographie

### USM Alger
Le 17 août 2023, Abdoulaye Kanou rejoint l'USM Alger, en provenance de Djoliba AC pour un contrat de trois saisons. Kanou a déclaré que l'USM Alger est une très grande équipe et l'aide à avancer, il a donc choisi de la rejoindre et de remporter des titres avec elle. Le 15 septembre 2023, lors du match d'ouverture de la saison, Kanou remporte le premier titre de sa carrière de footballeur, la Supercoupe de la CAF, après sa victoire contre Al Ahly SC. Le 10 novembre 2023, Kanou marque son premier but avec sa nouvelle équipe lors du derby contre le CR Belouizdad. Au début de la Coupe d'Algérie 2023-2024, Kanou s'est illustré en inscrivant deux buts contre US Boukhadra et deux passes décisives contre le MB Rouissat,. Le 7 avril, Kanou a marqué deux buts contre Rivers United, les conduisant à se qualifier pour les demi-finales de la Coupe de la confédération.

## Statistiques
| Saison                | Club                  | Championnat           | Championnat | Championnat | Championnat | Coupe(s) nationale(s) | Coupe(s) nationale(s) | Coupe(s) nationale(s) | Compétition(s) continentale(s) | Compétition(s) continentale(s) | Compétition(s) continentale(s) | Compétition(s) continentale(s) | Total | Total | Total |
| Saison                | Club                  | Division              | M.          | B.          | P.d.        | M.                    | B.                    | P.d.                  | Comp.                          | M.                             | B.                             | P.d.                           | M.    | B.    | P.d.  |
| 2023-2024             | USM Alger             | 1                     | 18          | 4           | 0           | 3                     | 4                     | 2                     | SC+C2                          | 1+10                           | 0+4                            | 0+1                            | 32    | 12    | 3     |
| Sous-total            | Sous-total            | Sous-total            | 0           | 0           | 0           | 0                     | 0                     | 0                     | -                              | 0                              | 0                              | 0                              | 0     | 0     | 0     |
| Total sur la carrière | Total sur la carrière | Total sur la carrière | 0           | 0           | 0           | 0                     | 0                     | 0                     | -                              | 0                              | 0                              | 0                              | 0     | 0     | 0     |

## Palmarès
USM Alger
- Supercoupe de la CAF (1) :
  - Vainqueur : 2023.